# Jacqueline Wruck
Jacqueline Sarah „Jacky“ Wruck (* 5. November 1998) ist ein deutsches Model. Sie wurde 2020 Siegerin der 15. Staffel von Germany’s Next Topmodel.

## Leben
Wruck absolvierte nach der Schule eine Ausbildung zur tiermedizinischen Fachangestellten in der elterlichen Tierarztpraxis. Sie lebt mit ihren Eltern und ihrer Schwester im Rheingau.
Sie hatte sich für die 15. Staffel von Germany’s Next Topmodel beworben, wurde jedoch erst in der zweiten Folge als Nachrückkandidatin präsentiert. Während ihrer Teilnahme erhielt sie Modeljobs für einen Werbespot für Dyson und lief auf der New York Fashion Week für Christian Siriano. Im Finale gewann sie 100.000 Euro und erhielt einen Vertrag mit der Modelagentur ONEeins fab. Zudem erschien ihr Foto auf dem Cover der Zeitschrift Harper’s Bazaar und in einer Parfümkampagne für Philipp Plein. Nach ihrem Sieg lief sie 2020 auf der Berlin Fashion Week für Anja Gockel und machte Werbung für Lancôme. Im Februar 2021 beendet sie die Zusammenarbeit mit ihrer Agentur. Im Januar 2024 war sie beim RTL Turmspringen zu sehen.

## Filmografie
- 2021: Frühling – Schmetterlingsnebel